# Antoine Wright
Antoine Domonick Wright (West Covina, California, 6 de febrero de 1984) es un exjugador de baloncesto estadounidense que disputó 6 temporadas en la NBA. Mide 2,01 metros y jugaba en la posición de escolta.

## Trayectoria deportiva

### Universidad
Jugó durante tres temporadas con los Aggies de la Universidad de Texas A&M, en las que promedió 15,4 puntos, 5,6 rebotes y 2,1 asistencias por partido.

### Profesional

#### NBA
Fue elegido en la decimoquinta posición del Draft de la NBA de 2005 por New Jersey Nets.
Tras casi tres temporadas en New Jersey, el 19 de febrero de 2008 fue traspasado a Dallas Mavericks junto con Jason Kidd y Malik Allen a cambio de Devin Harris, Trenton Hassell, Maurice Ager, DeSagana Diop, Keith Van Horn y las elecciones de primera ronda de los drafts de 2008 y 2010.
El 9 de julio de 2009, Wright fue traspasado a Toronto Raptors, formando parte de un intercambio entre cuatro equipos.
Tras quedar como agente libre, el 23 de julio de 2010, firma con Sacramento Kings. Pero tras 7 encuentros, el 29 de noviembre, es cortado por los Kings.

#### Internacional
Tras no tener ofertas de la NBA, el 31 de diciembre de 2010, decide marcharse a China a firma con los Jiangsu Dragons de la CBA.
El 9 de agosto de 2011 ficha por el Asefa Estudiantes de la liga ACB española, para jugar en la posición de alero, ocupando plaza de extracomunitario. El 31 de diciembre de 2011 fue suspendido de empleo y sueldo por parte de su equipo, el Asefa Estudiantes. El 11 de enero de 2012, Asefa Estudiantes emite un comunicado en su página web en el que se cita la desvinculación de Antoine Wright de la disciplina estudiantil.
El 26 de abril de 2012, Wright firma con Guaiqueríes de Margarita de la LPB de Venezuela.
El 11 de junio de 2015, firmó un contrato para jugar con los Cañeros del Este de la Liga Nacional de Baloncesto.
El 20 de febrero de 2016, Wright firmó con los Rain or Shine Elasto Painters de cara a la PBA Commissioner's Cup de 2016, para reemplazar al lesionado Wayne Chism.
Pero, el 9 de marzo, fue cortado tras 4 encuentros con el club filipino.

## Estadísticas de su carrera en la NBA

### Temporada regular
| Año     | Equipo     | PJ  | PT | MPP  | %TC  | %3P  | %TL  | RPP | APP | ROB | TPP | PPP |
| ------- | ---------- | --- | -- | ---- | ---- | ---- | ---- | --- | --- | --- | --- | --- |
| 2005-06 | New Jersey | 39  | 0  | 9.5  | .358 | .067 | .500 | .8  | .3  | .1  | .1  | 1.8 |
| 2006-07 | New Jersey | 63  | 23 | 18.0 | .438 | .322 | .603 | 2.8 | .9  | .5  | .2  | 4.5 |
| 2007-08 | New Jersey | 41  | 10 | 25.8 | .401 | .267 | .707 | 3.0 | 1.6 | .6  | .4  | 7.3 |
| 2007-08 | Dallas     | 15  | 0  | 11.7 | .500 | .556 | .556 | 1.5 | .9  | .1  | .3  | 3.5 |
| 2008-09 | Dallas     | 65  | 53 | 23.9 | .415 | .302 | .747 | 2.1 | 1.2 | .7  | .4  | 7.3 |
| 2009-10 | Toronto    | 67  | 10 | 20.8 | .406 | .335 | .688 | 2.8 | 1.1 | .4  | .2  | 6.5 |
| 2010-11 | Sacramento | 7   | 0  | 4.4  | .125 | .000 | .000 | 0.4 | 0.0 | .1  | .0  | 0.3 |
| Total   | Total      | 297 | 96 | 19.2 | .412 | .304 | .674 | 2.3 | 1.0 | .5  | .2  | 5.4 |

### Playoffs
| Año   | Equipo     | PJ | PT | MPP  | %TC  | %3P  | %TL  | RPP | APP | ROB | TPP | PPP |
| ----- | ---------- | -- | -- | ---- | ---- | ---- | ---- | --- | --- | --- | --- | --- |
| 2006  | New Jersey | 5  | 0  | 2.0  | .250 | .000 | .667 | .0  | .0  | .0  | .0  | .8  |
| 2007  | New Jersey | 12 | 0  | 13.6 | .472 | .500 | .900 | 1.9 | .1  | .4  | .3  | 3.8 |
| 2008  | Dallas     | 1  | 0  | 7.0  | .000 | .000 | .000 | 1.0 | .0  | .0  | .0  | .0  |
| 2009  | Dallas     | 10 | 5  | 16.7 | .488 | .381 | .818 | 1.3 | 1.0 | .3  | .2  | 5.9 |
| Total | Total      | 28 | 5  | 12.4 | .470 | .407 | .833 | 1.3 | .4  | .3  | .2  | 3.9 |